# Westpoort (Groningen)

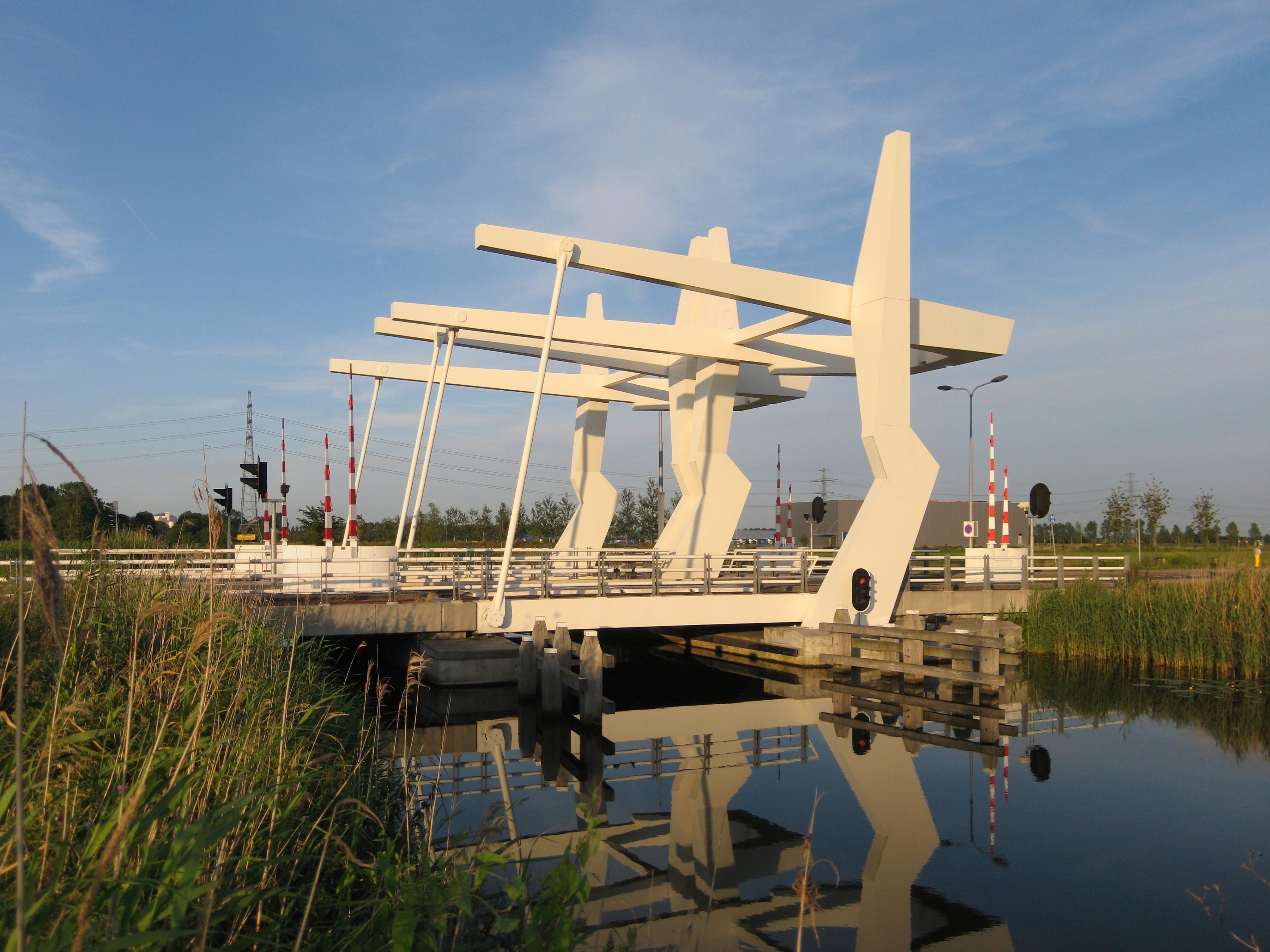
De Westerbrug over het Hoendiep, gelegen bij het bedrijventerrein.

Westpoort is een industriegebied in aanleg in het uiterste westen van de gemeente Groningen bij het dorp Hoogkerk. Het terrein beschikt over een eigen aansluiting op de snelweg A7 en een verbinding naar de spoorlijn Groningen-Leeuwarden wordt door de gemeente onderzocht.
In 2009 vestigde het bedrijf Logistiek Centrum Westpoort zich er als eerste. Sindsdien is er echter geen enkel nieuw bedrijf gekomen. In 2011 werd door de gemeente Groningen daarom gezinspeeld op het tijdelijk weer toestaan van landbouw op een deel van het terrein.
In 2017 komt bij de afslag bedrijventerrein Westpoort een vulpunt voor onder meer waterstof.